# Poderi di Montemerano
Poderi di Montemerano est une frazione située sur la commune de Manciano, province de Grosseto, en Toscane, Italie. Au moment du recensement de 2011 sa population était de 106 habitants.

## Géographie
Le hameau est situé sur les collines de l'Albegna et de la Fiora, le long de la route reliant Manciano à Scansano, près du village de Montemerano à 55 km au sud-est de la ville de Grosseto.

## Monuments
- Église Santa Maria degli Angeli, construite en 1955[2],[3]
- Anciennes maisons du XVIe siècle[1],[2]